# Acacia penninervis
Acacia penninervis — вид квіткових рослин з родини бобових, що походить із Австралії: Австралійська столична територія, Новий Південний Уельс, Квінсленд, Вікторія.

## Морфологічний опис
Це кущ або дерево, що зазвичай досягає висоти від 2 до 8 метрів. Вид має дрібно або глибоко тріщинисту кору, яка зазвичай темно-сірого кольору. Гладкі гілки округлі й іноді вкриті дрібним білим порошкоподібним нальотом. Як і більшість видів акації, ця має філоди (модифіковані черешки), а не справжнє листя. Голі та вічнозелені філоди мають вузьку зворотноланцетну або вузькоеліптичну форму, від прямої до злегка вигнутої, довжиною від 5 до 15 см і шириною від 7 до 40 мм, з помітною середньою жилкою та крайовими жилками. Рослина цвіте протягом року, утворюючи блідо-жовті квітки.

## Галерея

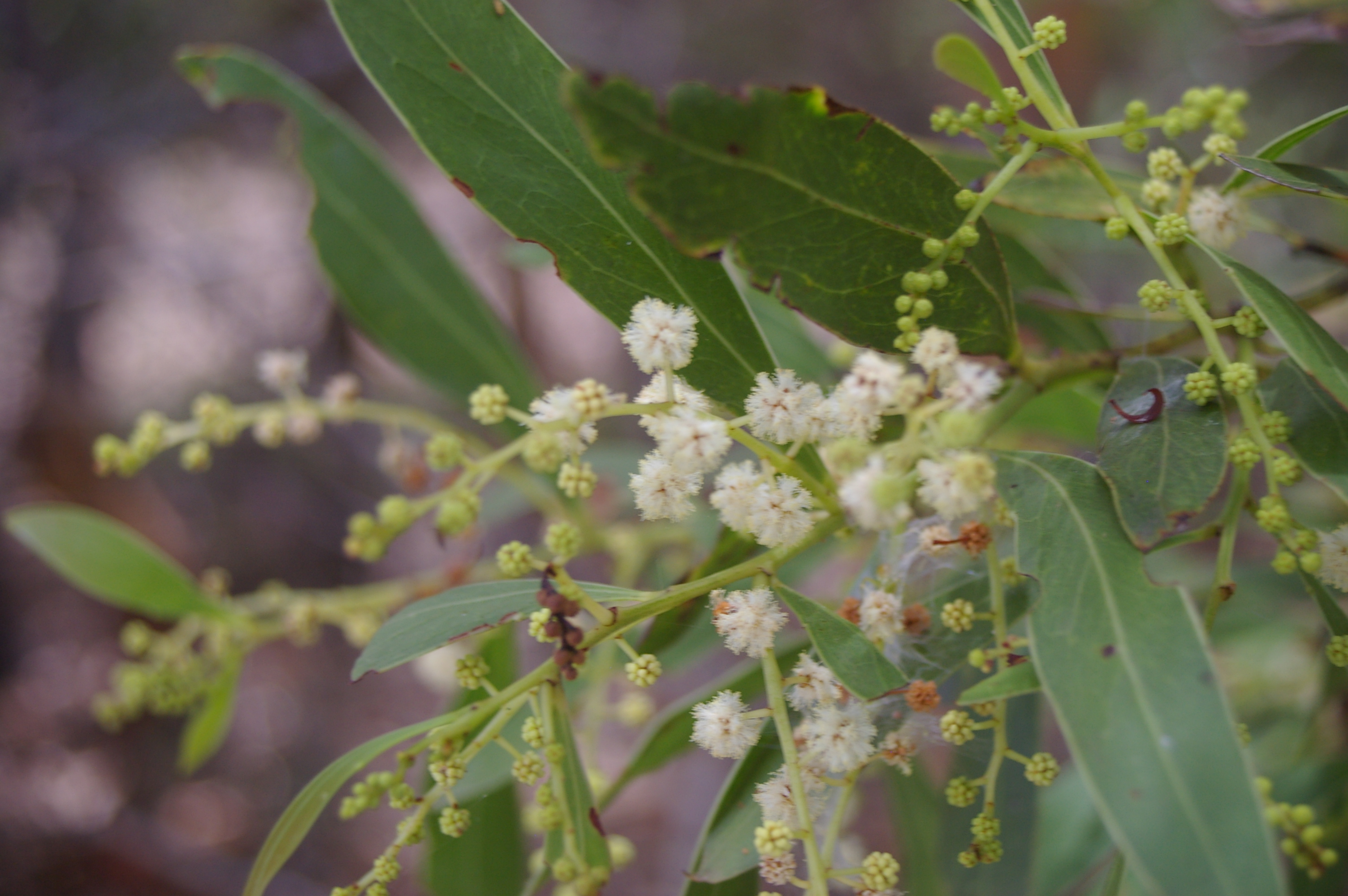
Квітки
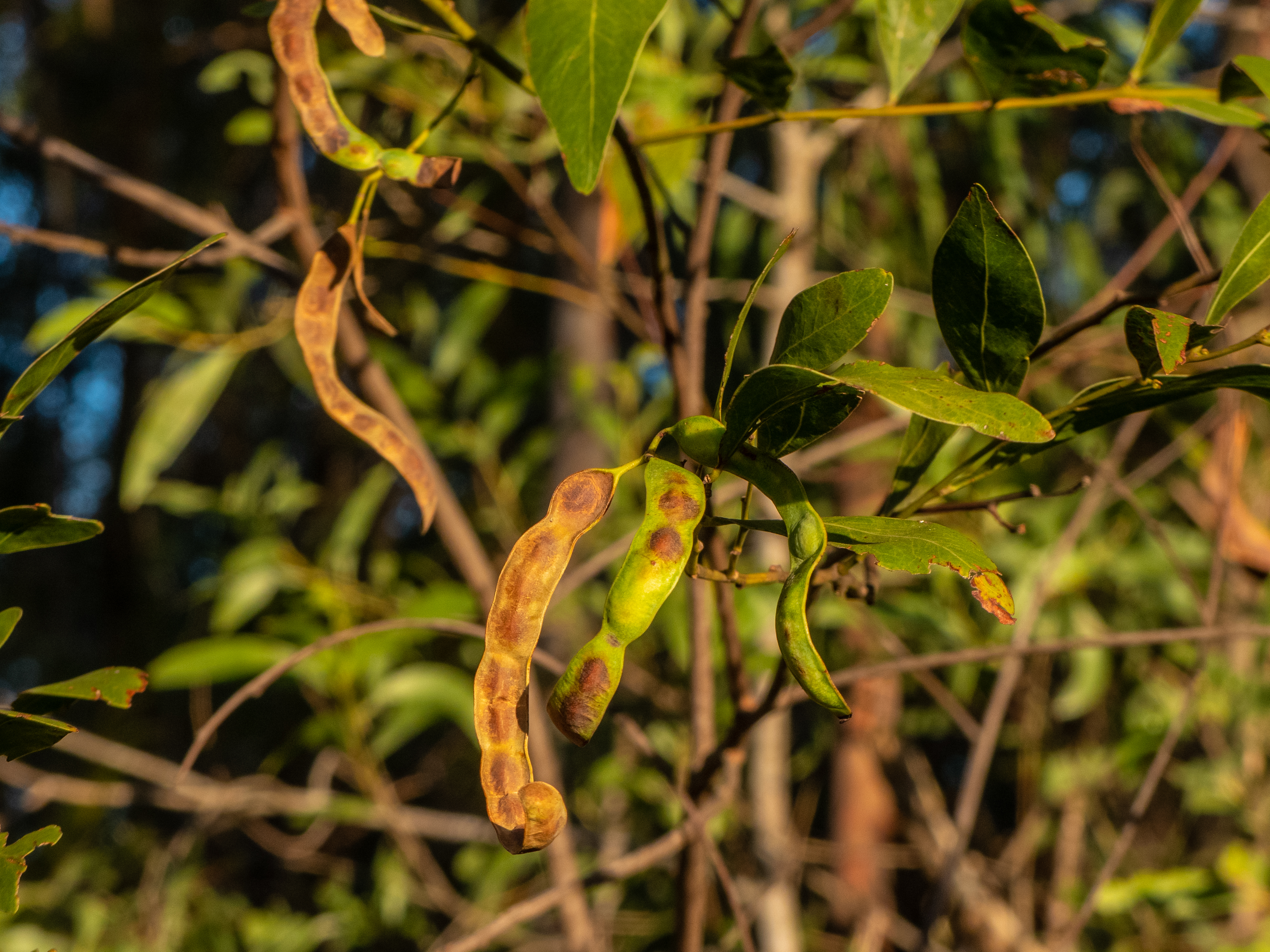
Боби
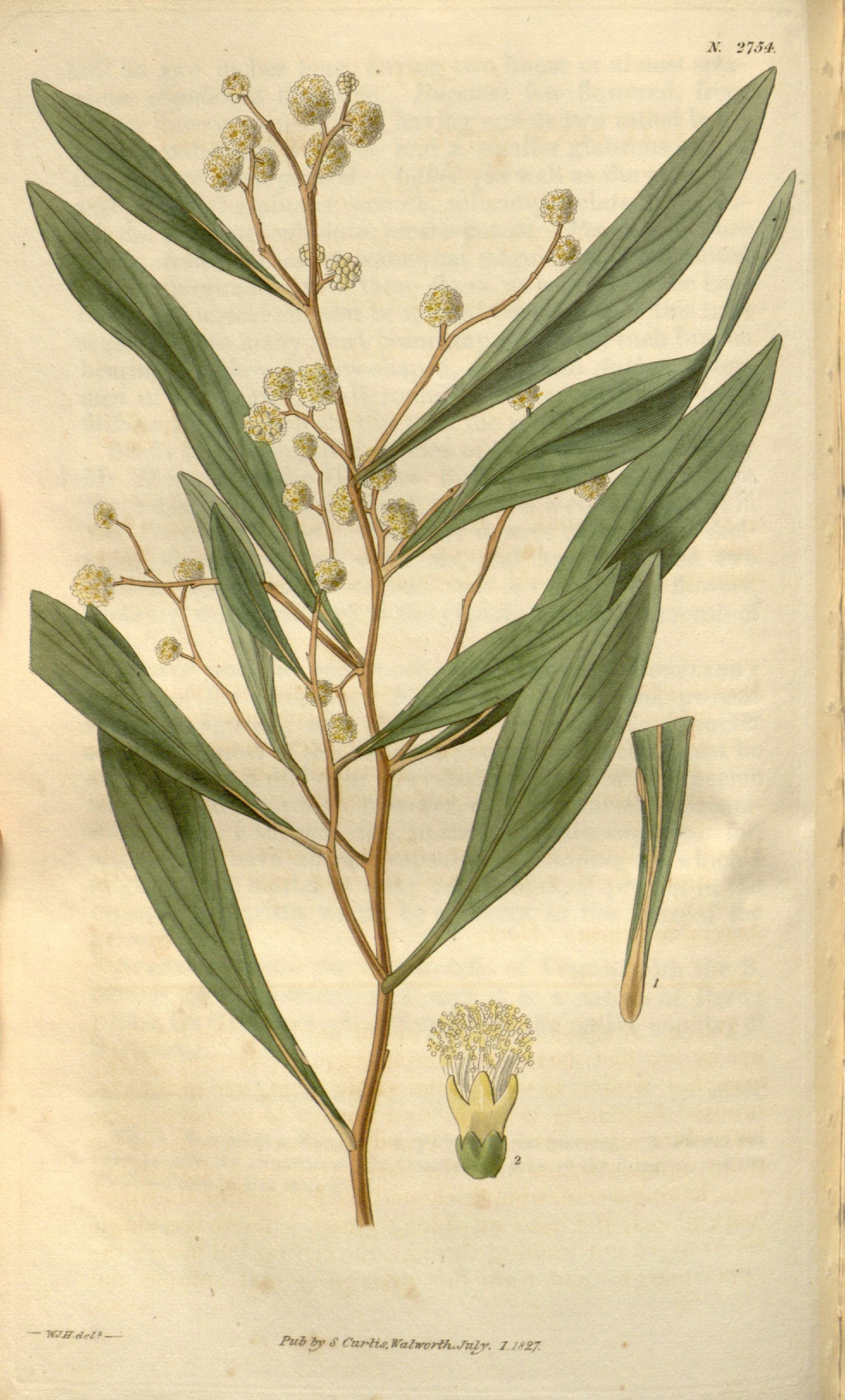
Ілюстрація